# Adolphe Danhauser

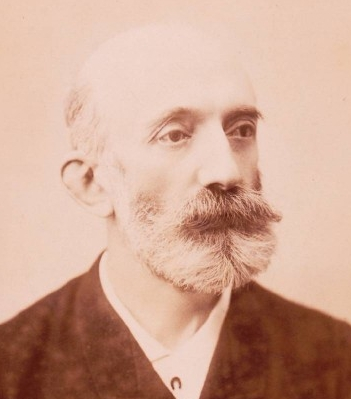
Adolphe Danhauser (ca. 1890)

Adolphe-Léopold Danhauser (* 26. Februar 1835 in Paris; † 9. Juni 1896 ebenda) war ein französischer Komponist und Musikpädagoge.
Danhauser studierte Harmonielehre bei François Bazin und
Komposition bei Fromental Halévy und Napoléon-Henri Reber. Er war Schule des Conservatoire de Paris und gewann 1862 den zweiten Kompositionspreis des Konservatoriums. 1863 gewann er einen „premier Second Grand Prix de Rome“. Er unterrichtete Solfège am Conservatoire de Paris und wurde 1875 Inspekteur für den Gesangsunterricht an den Schulen der Stadt Paris.
Er komponierte ein musikalisches Drama (Le Proscrit, 1866), eine dreiaktige Oper (Maures et Castillans) und das Chorwerk Soirées Orpheoniques. Außerdem veröffentlichte er bei Henry Lemoine mehrere musikpädagogische Schriften.
Ein Schüler Danhausers war Amédée-Louis Hettich.

## Schriften
- Théorie de la musique, 1872 (Neuauflage 1994) (Digitalisat)
- Questionnaire. Appendice de la théorie de la musique, 1879
- Abrégé de la théorie de la musique, 1879 (Neuauflage 1990)
- Solfège des solfèges, drei Bände, 1881–1907 (Digitalisat von Band 1, Band 2, Band 3)